# Кретей
Вижте пояснителната страница за други значения на Кретей.
 Тази статия е за града във Франция.  За окръга вижте Кретей (окръг).  
Кретей (на френски: Créteil) е град във Франция. Населението му е 89 392 жители (по данни от 1 януари 2016 г.), а площта 11,43 кв. км. Намира се на 11,50 км от центъра на Париж.

## Жители по месторождение, 1999 г.
- Европейска Франция – 73,60%
- Отвъдморски департаменти и територии на Франция – 3,90%
- В чужди държави, но с френско гражданство по рождение – 4,80%
- Чужди жители, граждани на страни от ЕС – 2,20%
- Чужди жители, граждани на страни извън ЕС – 15,50%

## Известни личности
Родени в Кретей
- Дан-Аксел Загаду (р. 1999), футболист

Починали в Кретей
- Жан Фери (1906 – 1974), сценарист
- Андре Малро (1901 – 1976), писател